# Pub

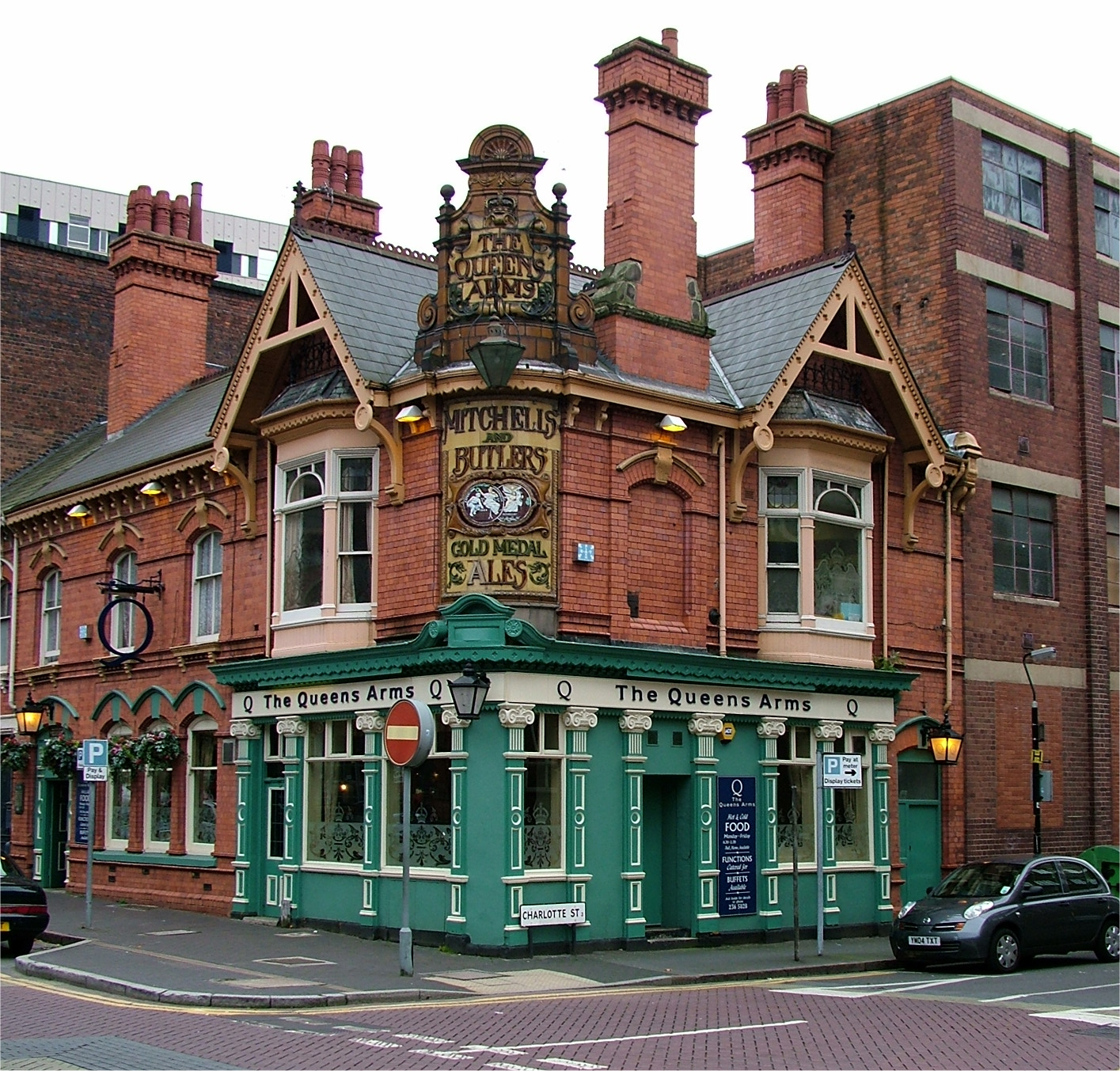
Charlotte Street; Birmingham

Az angol pub a public house rövidült alakja, és az adott település vagy környék lakóinak italozással, játékkal, beszélgetéssel összekötött összejöveteleinek színhelye. Legfontosabb terméke a csapolt sör, amelyet régebben a „kocsmák” maguk főztek, ma már ez kevésbé gyakori. Az angol sör neve ale, és ebben nincs vagy csak kevés a szénsav, a gáz vagy buborék. A pub-ban számos sörmárka kapható, a mi általunk ismert világos szénsavas sör gyűjtőneve a lager.
A pubok elsősorban az Egyesült Királyságban, Írországban, Kanadában, Ausztráliában, Új Zélandon és az angol kultúra által befolyásolt más országokban, így újabban Magyarországon fellelhető ivóhelyek, speciális intézmények. A régebbi pubok önálló házként léteztek, és ha szállást is lehetett bennük kapni, fogadóként működtek, akkor az angol nevük inn vagy hostelry. Ausztráliában a pubok nevében gyakran „Hotel”, holott már régen nem lehet ott megszállni.
Minden pubban árulnak Guinnesst (esetleg egy alternativ stouts-t). A guinness eredete ír, és a pubokban árult draught változat nem túl erős (4,1-4,3% közötti az alkoholtartalma). A sörök általában 4-5% alkoholt tartalmaznak és pint-ben (568 ml) vagy half pint-ben árulják. Fületlen „korsóban”, azaz pohárban szolgálják fel a csapolt sört, vagy az annál is kisebb pohárban. A poharat színültig megtöltik, néhány milliméter habbal, (a törvény szerint a hab maximum 5% lehet vagy 1/4 inch) ennél többet csak külön kérésre adnak. A sört a pultnál kell kérni, és el lehet vele menni egy asztalig, ott is lehet fogyasztani.
Az angol public house kulturálisan és szociálisan más, mint a világban máshol található, hasonló rendeltetésű helyek, vagyis kávézók, bárok, sörözők, sörfőzdék és vendéglők (cafés, bars, bierkellers és brewpubs). Körülbelül 60 000 pub található az Egyesült Királyságban. Sok helyen, főleg falvakban a pub a közösség központja, ebben a tekintetben hasonló szerepe van, mint a templomnak volt.
A pub az alkoholtartalmú italok fogyasztási és értékesítési helye, egy különleges szociális intézmény, ahol számos sörféleség, bor, tömény ital és alkoholos üdítő kapható. A pub-ban felszolgált sör lehet előre gázzal feltöltött, nyomás alatt álló sörtől, vagy „keg” beer-től kezdve, hordóban érlelt „cask-conditioned” igazi angol sör (real ale beer), amelyet időigényesen érlelnek, és amelyben nincs vegyszer vagy szénsav. A puboknak a helyi sör adja meg sajátos hangulatát és emlékezetes ízét. A pubok ablakait gyakran homályos üveggel fedik, hogy ne lehessen belátni az utcáról, kik járnak a kocsmába.

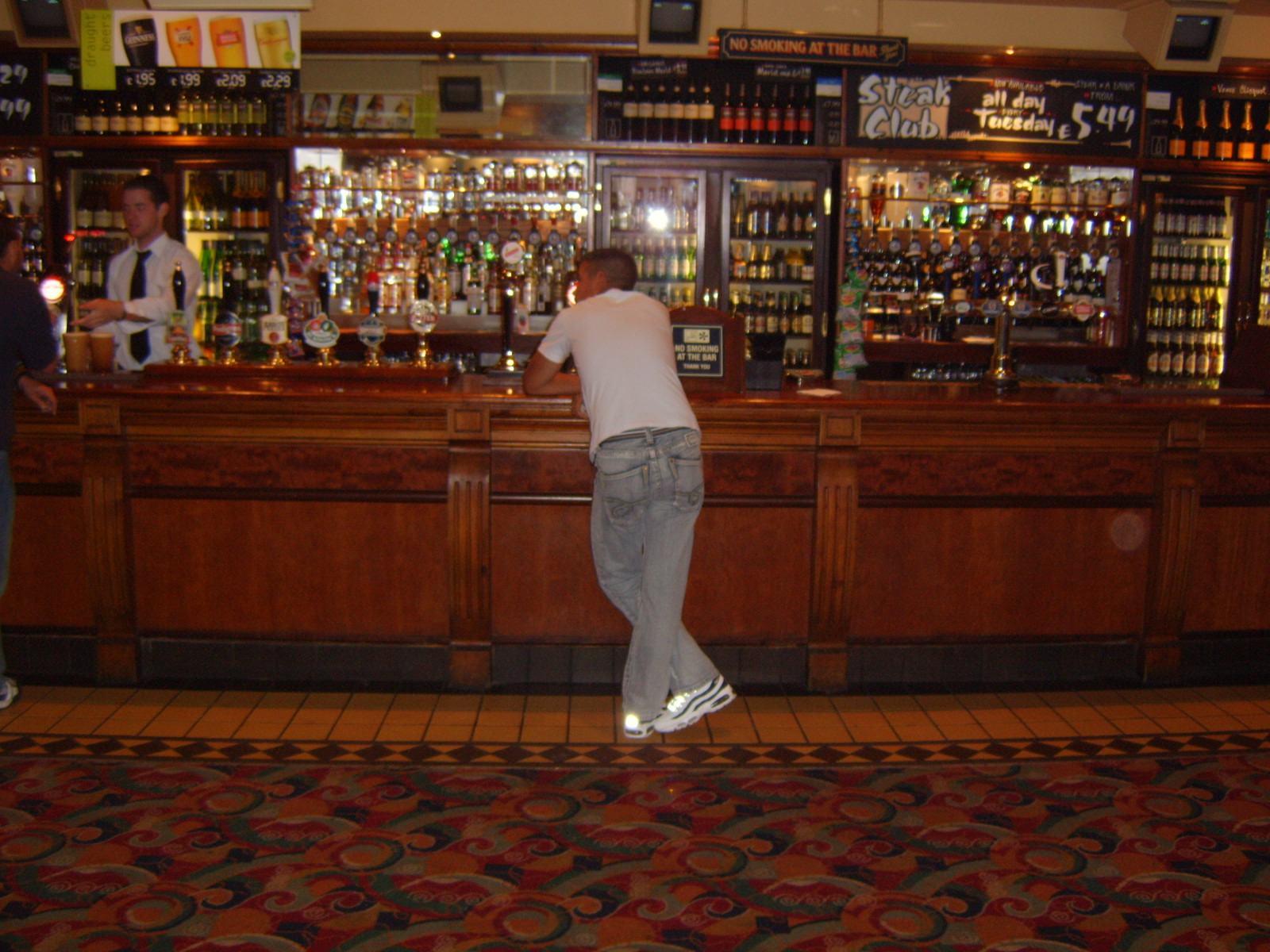
A pult – a bár

A pub tulajdonosának vagy üzemeltetőjének (az alkoholárusítás engedélyesének, (licensee) az angol elnevezése publican, és gyakran „guv”-nak (a guv'nor, vagy governor = kormányzó rövidítése) hívják Anglia egyes vidékein. Minden pubnak van törzsközönsége (regulars). Azt a kocsmát, ahová általában járnak, local-nak hívják. Sok esetben ez a lakásukhoz legközelebb eső pub, de van aki a munkahelyéhez legközelebbi kocsmába szeret járni, mert a barátok is odajárnak, vagy jó a sör, vagy lehet biliárdozni.
A pub angol köznyelvi elnevezése még a boozer, a local és a rub-a-dub-dub (cockney nyelvjárásban). Magyar neve, a „kocsma” nem jellemző, szerencsésebb lenne a „söröző”-nek vagy „étterem”-nek fordítani.
Az asztaloknál étel is fogyasztható, gyermekek csak bizonyos időben jöhetnek be, illetve szabályozva van, hogy mikor és kinek lehet alkoholos italt kiszolgálni.
Egyes pubok úgy vannak megépítve, hogy külön bejáraton jöhetnek be az alkalmi betérők, az étkezni vágyók, a játszani (például darts-ot), tévézni szeretők, a csendesen félrehúzódók, és a törzstagok, ám a pult központi helyen van, és mindegyik helyiséggel érintkezik, a sörcsapok pedig többszörösen megismételt csoportban találhatók.

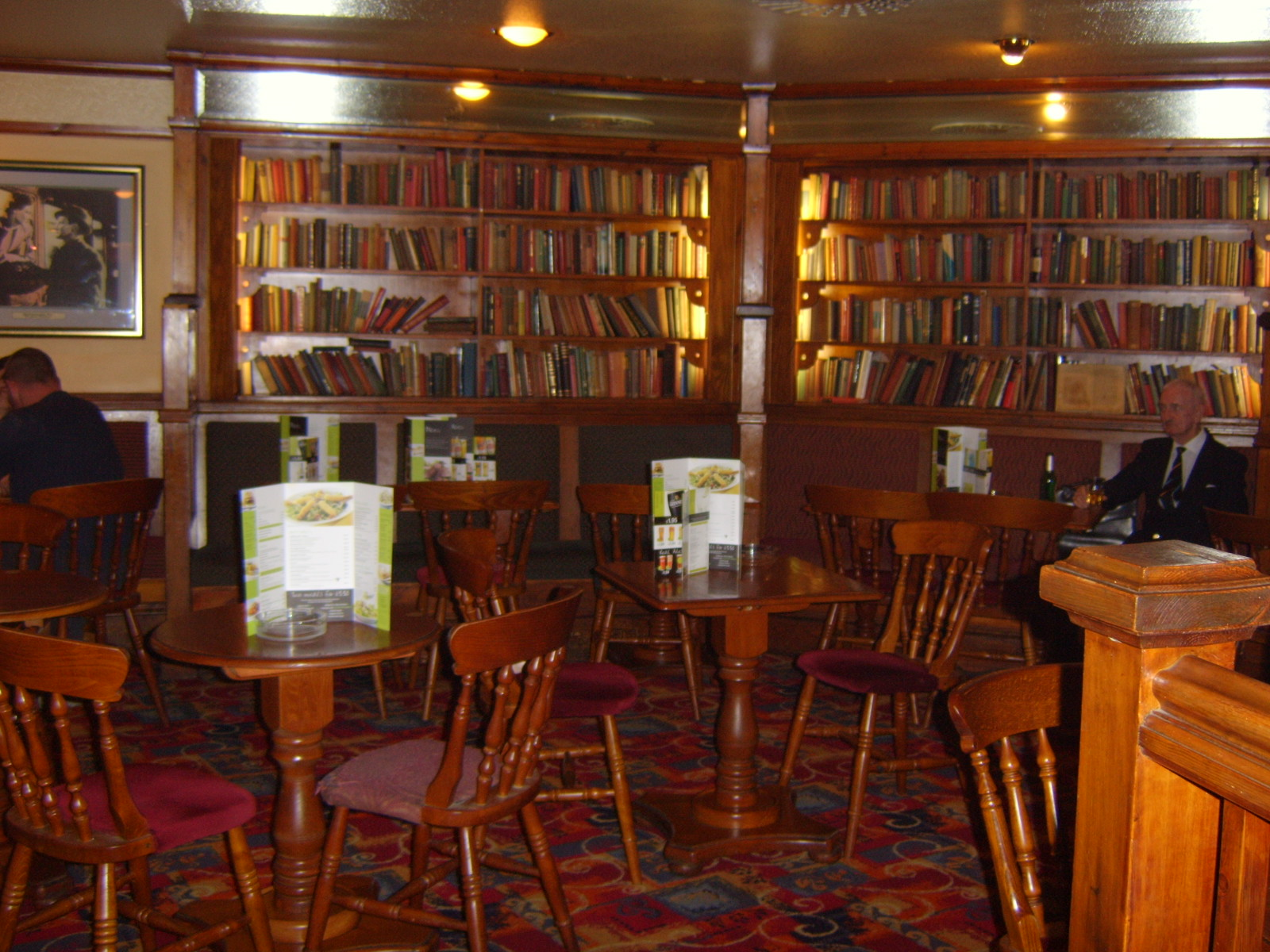
Részlet könyvekkel

A puboknak érdekes, sokszor vicces nevük van, a legnépszerűbb pub név a Red Lion (Vörös Oroszlán). A legolcsóbb korsó sör ára egy olcsó helyen 1,50 – 1,60 angol font között van, ezért általában egy korsó gyenge bittert lehet kapni (3,5-4 fokost) egy átlagos helyen ezért közel két fontot kérnek el. Londonban minden minimum 50-60 penny-vel többe kerül. Borravalót nem adnak, ha valaki mindenképpen ki akarja fejezni elégedettségét a hellyel vagy a kiszolgálással, meghívhatja a csapost egy italra.

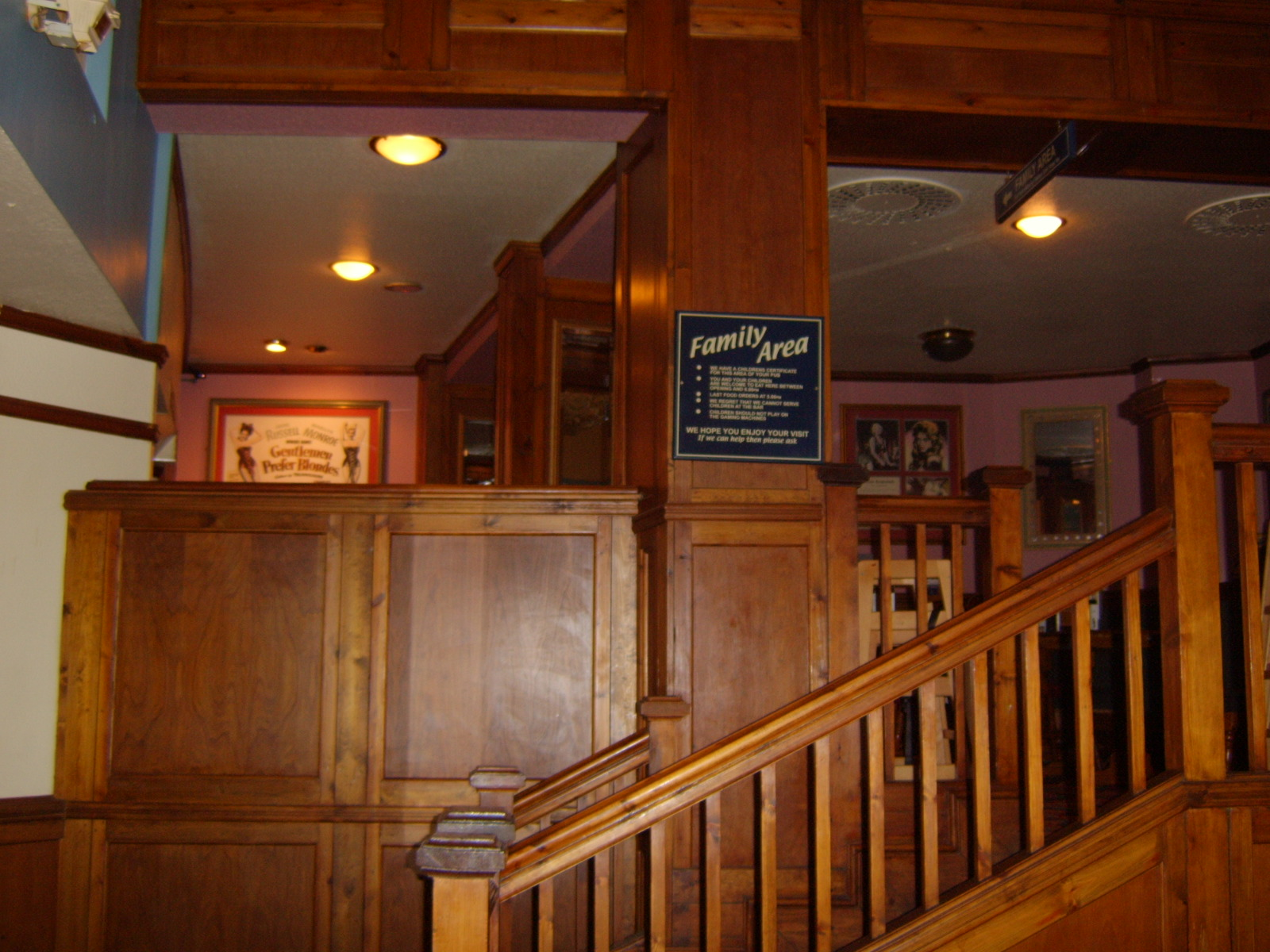
Családi rész

## Története
Nagy-Britannia és Írország lakosai már a bronzkorszak óta isszák a sört (ale), de csak a rómaiak megérkezésével és a római úthálózat kiépítésével épültek ki az első kocsmák (inn), ahol a megfáradt utasok frissítőket vehettek magukhoz. Mire a rómaiak elmentek, kialakultak a modern pubok kezdeti formái. Annyira elterjedtek, hogy 965-ben King Edgar rendeletben korlátozta, hogy egy faluban csak egy sörkocsma (alehouse) lehet. A korai középkori utazók kolostorokban tudtak megszállni, de később a zarándokutak és az utazás népszerűsödésével megnőtt a kereslet a szálláshelyek iránt. London szállásadói 1446-ban alapítottak céhet és 1514-ben a céh a Worshipful Company of Innholders nevet kapta.
A hagyományos angol sört (ale) kizárólag erjesztett malátából (pörkölt árpa) készítették. A 15. század elején a hollandoktól vették át, hogy komlót is adtak a sörhöz. A sörházak vagy sörfőzdék saját szükségleteikre készítettek sört, de a 17. század végén megjelentek a független, ipari méretű sörgyárak is. A század végére majdnem minden sört sörgyárakban főztek.
A 18. század során óriási fejlődés indult meg az ivóhelyeket illetően, főleg a gin megjelenése miatt. A gint a hollandok hozták be Angliába az 1688. évi Glorious Revolution forradalom után, ez az ital kezdett nagyon népszerűvé válni, miután a kormány olyan gabonapiacot teremtett, amely nem volt alkalmas sörfőzésre és ezzel megengedte az engedély nélküli ginlepárlást, miközben kemény adókat vetett ki az összes behozott szeszes italra. Mivel ezreivel nyitottak ki a gin-boltok egész Angliában, a sörfőzdék a sörházak számának növelésével vágtak vissza. 1740-re a gintermelés a sörgyártás hatszorosára nőtt, és olcsósága miatt népszerű lett a szegények körében. London-ban a 15 000 italmérés közül több mint a fele gin-üzlet volt. A sörnek megmaradt az egészséges hírneve, mivel sokszor biztonságosabb volt sört inni, mint vizet, ugyanakkor a részegséget és a gin miatt a berúgás nyomában keletkező törvénysértéseket úgy tekintették, mint amely a munkásosztály tönkretételéhez és lealacsonyodásához vezet. A különbséget William Hogarth festő rézkarcaiban láthatjuk, aki a Beer Street és a Gin Lane képekkel hangsúlyozza a részegséghez vezető két külön utat. A Gin Act törvény 1736-ban kemény adókat vetett ki a kiskereskedőkre, de emiatt utcai lázongások törtek ki. A tiltó törvények lassan felpuhultak, majd 1742-ben eltörölték őket. Az 1751. évi Gin törvény már sikeresebb volt. Arra kényszerítette a lepárlókat (szeszfőzdéket), hogy csak engedéllyel rendelkező kiskereskedőknek értékesítsenek, míg maguk a gin-boltok a helyi bíróságok felügyelete alá kerültek.

## A nyitvatartási idő szabályozása
A 19. századtól a szeszforgalmazó helyek nyitvatartási idejének szabályozásával, korlátozásával igyekeztek a problémákat megoldani. Ezek az 1914. augusztusi Defence of the Realm Act törvényben kulmináltak, amely bevezette a fejadagot, és a sajtócenzúrát, a pubok nyitvatartási idejét szintén korlátozta déli 12-től du. 2:30-ig és du. 6:30-9:30 közé. Mostanában a szeszkereskedést engedélyező törvények enyhültek, a kocsmák de. 11-től (vasárnap 12-től) este 11-ig (vasárnap este 10:30-ig) lehetnek nyitva. Állandó vita van arról, hogy hadd tarthassanak a kocsmák este később is nyitva. A 2003.-i évi törvény 2005-ben lépett életbe, miszerint a helyi hatóságok dönthetik el, hogy mikor zárjanak be a kocsmák a területükön. Ezt élesen bírálják amiatt, hogy most már 24 órán át lehet leittasodni, a vendéglősöknek valószínűleg mégsem áll érdekében a nyitvatartási idő jelentős növelése, legfeljebb a hétvégi meghosszabbított nyitvatartás. Ennek van némi bizonyítéka, mivel 2005 óta a pubok akár 36 órán át is nyitva tarthattak Szilveszter este 11 órától, de ezzel kevesen éltek. Mielőtt az új törvény életbe lépett volna, számos város engedélyezte, hogy a kocsmák éjfélig vagy 1 óráig legyenek nyitva.
Skóciában a nyitvatartási idők mások, és a puboknak ott rugalmasabb a nyitvatartása.

## A pubokban játszott játékok és sportok

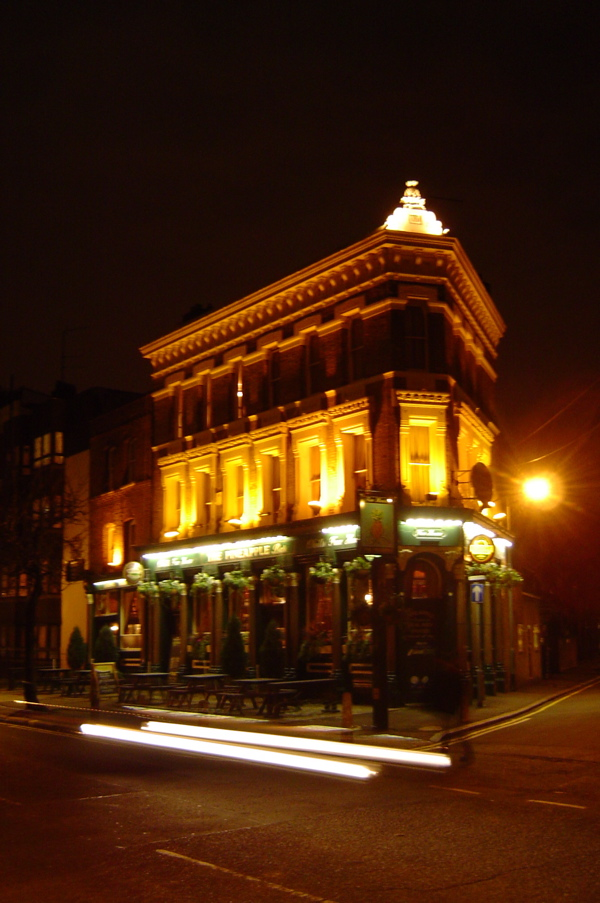
A Pineapple Public House Lambeth North-ban éjszaka

Számos hagyományos angol játékot játszanak a pubokban, mint például a dartsot, a shove ha'penny-t, a biliárdot, és egyes vidékeken a Nine Men's Morris-t és a Skittles-t. Mostanában az pool (angol es amerikai változata) vált népszerűvé. Egyre több helyen van videójáték. Sok pub vállal rendezvényszolgálatot az előbb említett játékokban szervezett bajnokságoktól kezdve karaoke estékig és vetélkedőkig (pub quiz). Van, ahol popzenét játszanak, vagy kivetítőn labdarúgó mérkőzéseket közvetítenek televízióból. A sok új látványosság ellenére teljesen elfogadható, ha a pubban nem csinál valaki semmit, csak vedel.

## Lásd még
- Darts
- Skittles
- Bar billiards
- Eight ball
- Cribbage
- Dominoes
- Bat and trap
- Pub cricket
- Snooker

## A pubokban kapható ételek
Angliában a pubok elsősorban ivóhelyek és nem étkezőhelyek voltak, ezért nem helyeztek hangsúlyt a főzésre vagy étel felszolgálásra. A szokásos ennivaló különleges angol uzsonna, mint például pork scratchings sültkrumplival vagy rosejbnivel crisps valamint sós földimogyoró. Ha egy pubban régen adtak enni, az akkor általában egyszerű étel, mint például ploughman's lunch volt. Ma már az étel is fontosabbá vált, és van ebéd és vacsora is lunch és dinner (köznyelvi neve pub grub, vagy Ausztráliában, counter meal vagy egyszerűen countery) a pultnál fogyasztható, nassolható ételeken kívül. Sok pubban lehet kitűnő ételeket kapni, amelyek az éttermekkel is felveszik a versenyt és a 'pub lunch' igazán nagy eseménynek, megvendégelésnek számít (már az ára miatt is). Az ételre sokat adó pubok neve gastropub.

## Pub cégérek

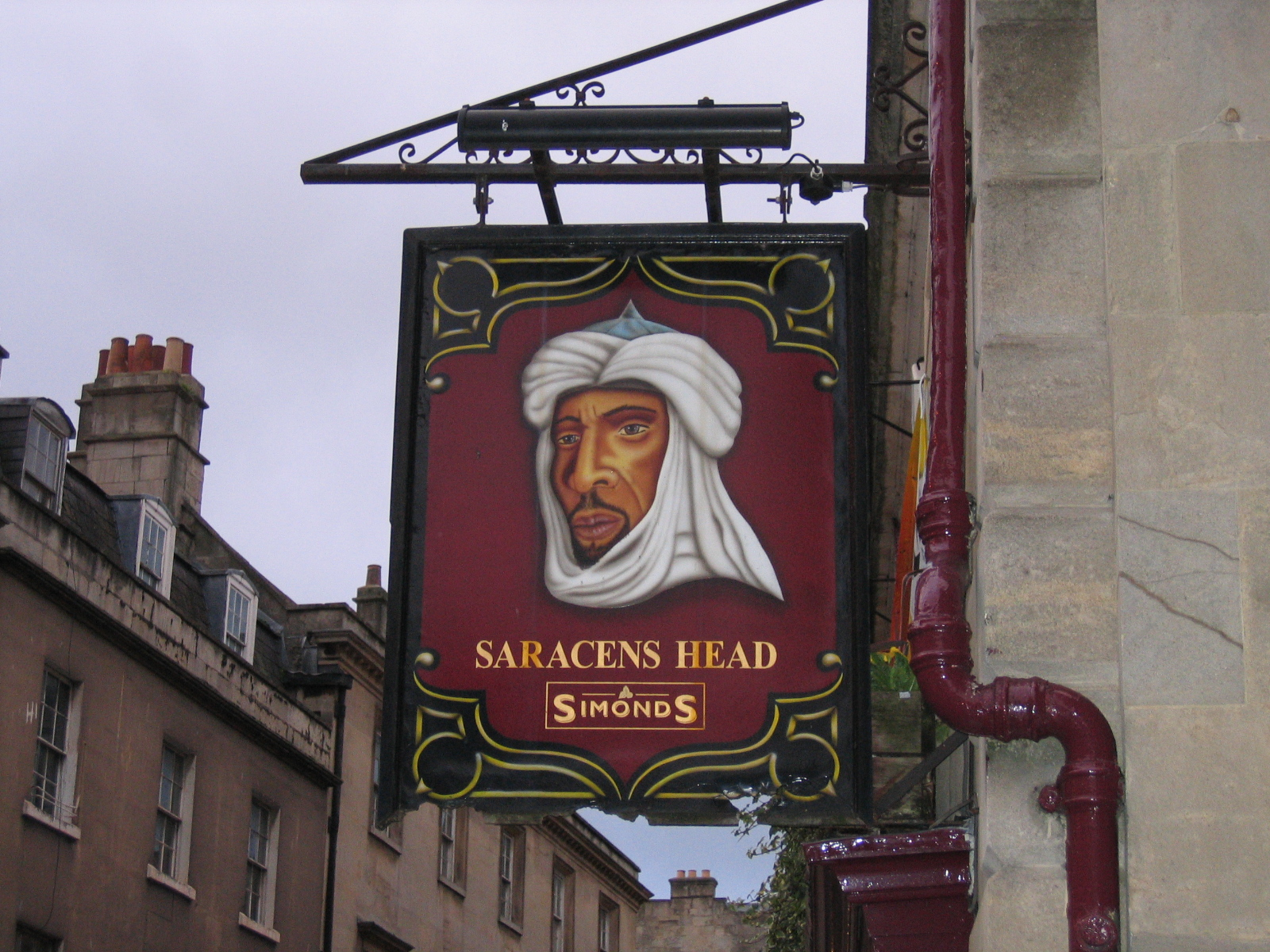
Saracens Head, egy Bath-i pub cégtáblája

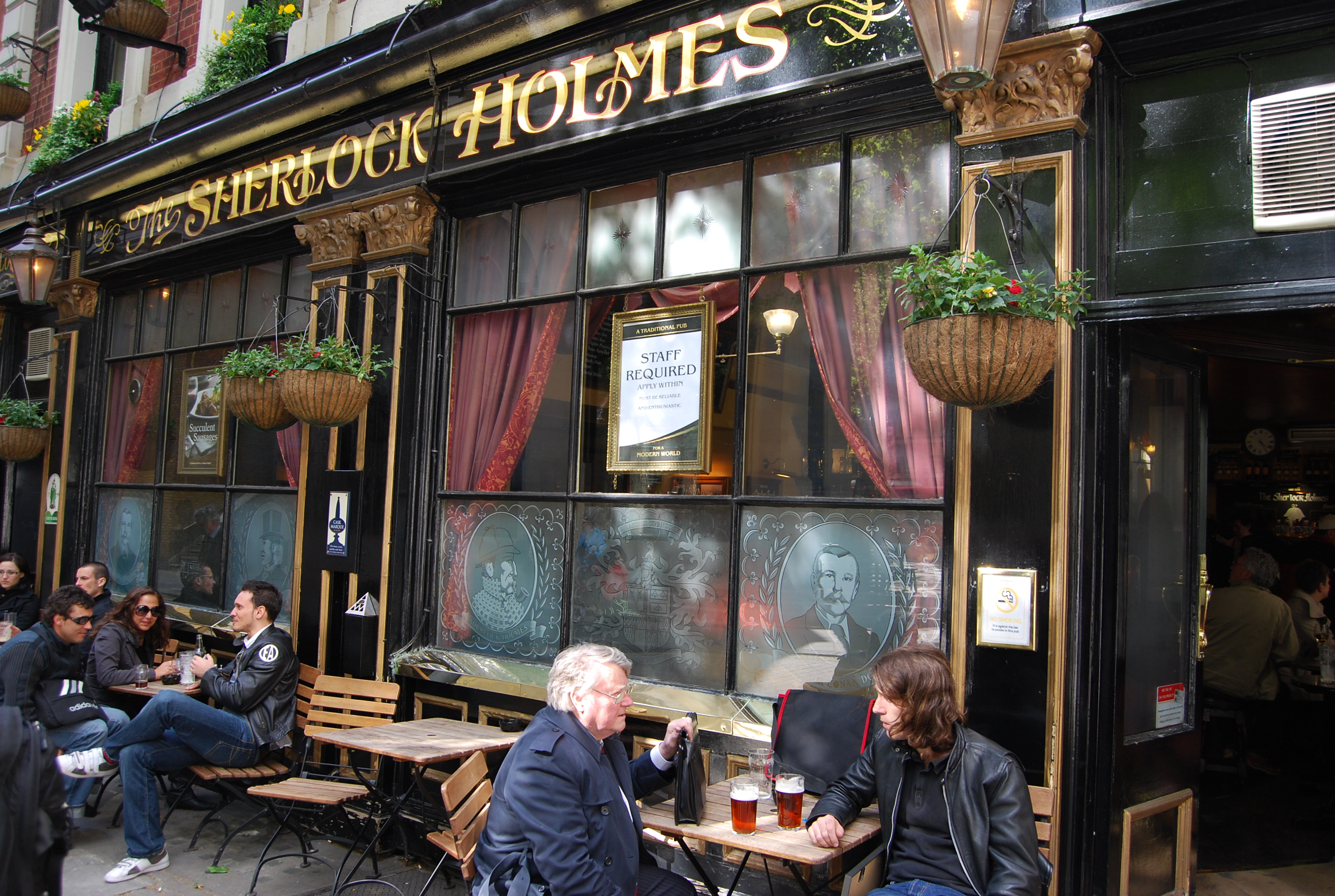
Sherlock Holmes pub Londonban

1393-ban II. Richárd király arra kötelezte a földesurakat, hogy épületeik elejére cégéreket állítsanak. A törvény úgy szólt, hogy „Aki a városban eladási céllal főz sert, jelet köteles kiakasztani, különben serétől megfosztatik”. A múltban a képek hasznosabbak voltak a kocsmák azonosítására, mint a szavak, mivel számos látogatójuk írástudatlan volt. Sok brit kocsmának még ma is igen díszes cégére van az ajtó felett. Ezeken a cégtáblákon rajta van a pub neve, vagy szövegben vagy képi illusztrációként. Ha a pub neve valós tárgyra vagy állatra hivatkozik, akkor a kép általában egyszerű; ha a pub nevét valamilyen nemesemberről kapta, akkor a cégéren az illető címere is látható. Egyes pub cégérek képi játékot vagy rejtvényt mutatnak (rébusz). Sok régi pub névválasztása úgy történt, hogy nevezetes lehessen a pub cégére.

## A pub-etikett alapjai
A brit pubokban szigorú viselkedési szabályok érvényesülnek. Be nem tartásukért jobb esetben a külföldinek kijáró elnéző mosoly jár, rosszabb esetben a helyiek dorgáló pillantása és a pultos tüntető közönye, ami talán a legnagyobb büntetés egy zsúfolt pubban. Érdemes tehát némi előtanulmányt folytatni, mielőtt valaki felkeresne egy ilyen műintézményt. Az alábbiakban a Brit Sörgyártók és -kereskedők Szövetségének "Passport to the Pub" című, külföldieknek szánt kiadványa segítségével idézzük fel a legfontosabb tudnivalókat:
- A brit pubokban nincs kiszolgálás az asztalnál (kivétel néhány észak-írországi pub). Az italokat a pultnál kell megrendelni, illedelmesen magunkra terelve a pultos figyelmét (a szemébe kell nézni, a szemöldököt biztatóan felvonni és megnyerően mosolyogni). Feltétlenül kerülendő a hangos "pincér" felkiáltás, a pulton való ideges dobolás, valamint a pult környékén fogyasztók arrébb taszigálása, ami veszélyességén túl főbenjáró bűnnek is számít.
- Ha a rendelésben bármilyen ülepedést igénylő, sötét "stout" szerepel, azt mindig elsőként említsük, időt adva a pultosnak a megfelelő csapolási eljárásra. Ezen italok esetében soha ne sürgessük, se szóban, se gesztusokkal, mert az nemcsak a pultos szakmai önérzetét sérti, de kedvezőtlenül befolyásolja az adott ital minőségét is.
- Sok pub ételeket is kínál, ám ezek megrendelésének nincs egységes gyakorlata. Egyes helyeken külön ételespult van, máshol az italpultnál kell leadni a rendelést, és néhány helyen az is előfordul, hogy külön pincér cirkál az asztalok között e célból; italt azonban az ilyen pubokban is csak a bárpultnál lehet vásárolni.
- Nagyobb társaság esetében is legfeljebb egy-két fő vásárolja az italokat, amelyeket minden egyes rund alkalmával azonnal ki kell kifizetni (a társaságban általában mindenki "rundot" vásárol, és ha valakire nem kerül is sor az adott este, hosszabb távon mindenképpen illő kiegyenlítődnie a "cechnek").
- A pultosnak nem illik borravalót adni. Elégedettségünket azzal jelezhetjük, hogy meghívjuk egy italra, ami rendkívül bizalmas és személyes gesztus, ezért az első alkalommal csak nagyon kivételes esetekben javallható.
- A beszélgetés az egyik legfontosabb tevékenység – még egy vadidegen társalgási kezdeményezését sem illik visszautasítani, ha feltételezhető a jó szándéka. Ha valakitől elfogadunk egy italt, illik annak elfogyasztásáig a gáláns idegen társaságában maradni (ez hölgyekre is vonatkozik). A pultnál rendelésre várva, asztalunknál egyedül üldögélve, de a toaletten is szinte bárhol, számítanunk kell arra, hogy valaki – esetleg éppen az unatkozó pultos – az időjárásról, az előző napi meccsekről vagy az aktuális politikai kérdésről éppen velünk kíván eszmét cserélni. A beszélgetés célja nem feltétlenül az ismerkedés, ezért a korai bemutatkozás felesleges tolakodásnak minősülhet.

## Pub nevek
A pubok neve sokszor a hagyományok szerint alakul. A következő kategóriák gyakoriak:
- helyi iparokat (szakmákat) tükrözők: The Mason's Arms, The Foresters
- helyi sportokra utalók: The Cricketers, The Fox and Hounds
- neves szemelyiségeké: The Marquis of Granby, The Lord Nelson, Sherlock Holmes
- történelmi esemény: The Trafalgar, The Royal Oak
- vicces köznapi kifejezések, utalások: The Nowhere Inn Particular, The Dewdrop Inn
- királyi vagy arisztokrata kapcsolat: The King's Arms, The King's Head, The Queen Victoria, The Duke of Cambridge
- két olyan tárgy neve, amelynek vagy semmi köze egymáshoz, vagy furcsán párosulnak: The George and Dragon, The Goat and Compasses, The Rose and Crown
- szerszámok, vagy termékek neve, esetleg szakmanevek: The Harrow,  The Propeller, The Wheatsheaf
- bizonyos dolgok nevei, esetleg címereken szereplő állatoké: The Red Lion, The Unicorn, The White Bear

Egyes puboknak van saját honlapja is. Hasonlóképpen az éttermeknek is, amelyek ebből a szempontból csak a változatosabb ételkínálatban térnek el a puboktól.

## Külső hivatkozások
- Pub.lap.hu – linkgyűjtemény